# Спинин Рекърдс
„Спинин Рекърдс“ е холандски лейбъл, основан през 1999 г. от Елко ван Котен и Роджър де Грааф. Лейбълът специализира в областта на електронната танцова музика, има над 27 милиона абонати в YouTube и 17 милиарда гледания в YouTube.  През септември 2017 г. Warner Music Group закупува „Спинин Рекърдс“ за над 100 милиона щатски долара.

## История
Елко ван Котен е син на бившия холандски радио диджей и бизнесмен Вилем ван Котен и първоначално е работил в бизнеса на баща си. Заедно с Роджър де Грааф, бивш служител в компанията за грамофонни плочи Rhythm Import, ван Котен и де Грааф сформират „Спинин Рекърдс“ през 1999 г. Първоначално те се фокусират върху производството на винили.
В допълнение към основния лейбъл „Спинин Рекърдс“ има около 17 партньорски лейбъла, повечето от които са свързани с конкретен изпълнител. Лейбълът предоставя годишни отчети, управление, публикуване и дигитален маркетинг за музиканти, които са подписали договори.

## Изпълнители
- A-Trak
- Alok
- Alvaro
- Armand van Helden
- Audio Bullys
- Bassjackers
- Bingo Players
- Bjornzz
- Blasterjaxx
- Боб Синклер
- Бурак Йетер
- Bolier
- Breathe Carolina
- BURNS
- Christopher Damas
- CamelPhat
- Carnage
- Cheat Codes
- Chocolate Puma
- Chuckie
- CID
- CMC$
- D.O.D
- Daddy's Groove
- DallasK
- Dannic
- Danny Howard
- DBSTF
- Don Diablo
- Dragonette
- Dropgun
- DubVision
- Dzeko
- EDX
- Eelke Kleijn
- Ephwurd
- Far East Movement
- Федде ле Гранд
- Firebeatz
- Florian Picasso
- Fox Stevenson
- FTampa
- Gregor Salto
- Headhunterz
- Hyolyn
- Hook N Sling
- Jauz
- Jay Hardway
- Джермейн Дюпри
- Jewelz & Sparks
- Joe Stone
- Joey Dale
- Jasted
- Justin Mylo
- Kenneth G
- KO:YU
- Kris Kross Amsterdam
- Kryder
- KSHMR
- KURA
- Laidback Luke
- Lucas & Steve
- MAKJ
- Мартин Сольвейг
- Matisse & Sadko
- Merk & Kremont
- Mesto
- Майкъл Калфан
- Mightyfools
- Mike Mago
- Mike Williams
- Moguai
- MOTi
- Mr. Belt & Wezol
- NERVO
- NEW_ID
- Nina & Malika
- Norman Doray
- Oliver Heldens
- Pep & Rash
- Promise Land
- Quintino
- Ralvero
- Raven & Kreyn
- Rompasso
- Сак Ноэль
- Sam Feldt
- Сандер ван Дорн
- Shaun Frank
- Shermanology
- Stadiumx
- Sunnery James & Ryan Marciano
- Swanky Tunes
- The Magician
- The Partysquad
- Tiësto
- Timmy Trumpet
- TJR
- Tomcraft
- Tom Staar
- Tom Swoon
- Tony Junior
- Tujamo
- TWOLOUD
- Ummet Ozcan
- Univz
- Vassy
- Vato Gonzalez
- Vintage Culture
- Vicetone
- VINAI
- Zaeden
- Watermät
- Will Sparks
- Wiwek
- Yves V
- Zaeden
- Zonderling
- 4 Strings
- Adventure Club
- Афроджек
- Алессо
- Amba Shepherd
- Angger Dimas
- Arno Cost
- Arty
- Audien
- Авичи
- Axwell
- Basto
- Borgeous
- Borgore
- Candyland
- Cash Cash
- Cédric Gervais
- Christian Rich
- Claudia Cazacu
- Coone
- D-Wayne
- Dada Life
- Darude
- DCUP
- Deorro
- Digitalism
- Dimitri Vegas & Like Mike
- Dirty South
- DJ Snake
- Dr. Kucho!
- Duke Dumont
- Dyro
- Fatboy Slim
- Felguk
- Felix Jaehn
- Futuristic Polar Bears